# 邁塔·卡帕克
邁塔·卡帕克（克丘亞語：Mayta Qhapaq； 西班牙語：Mayta Cápac ），是印加傳說中的君主，於13世紀 ，繼承父親略克·尤潘基的王位。

## 名字的含義
「邁塔」在克丘亞語裡，只是專有名詞，毫無含義。而「卡帕克」則是精神富有，胸襟博大，為窮人造福的意思。

## 擔任王儲時期的工作
邁塔·卡帕克任王儲時，擁有少量的行政權力。據當時的印加法律，王儲邁塔·卡帕克因未屆處理朝政的年齡，因而不能親自發號施令。他施行權力的途逕，是透過身邊的一眾參謀，如欲頒發政令或宣佈判決，便先經他們的同意，然後由他們辦理。
不過，邁塔·卡帕克的父王略克·尤潘基曾給他實際的政治鍛鍊，就是兩次派他陪同富有經驗的元老巡視全國，了解民情，讓他熟悉治國之述。

## 治績

### 擴張領土
在邁塔·卡帕克繼位後，便效法前代諸位印加國王，從事擴張領土的政策。在他在位期間，先後征服了的的喀喀湖邊的德薩瓜德羅河、蒂亞瓦納庫、阿通帕卡薩（Hatunpacassa）、查爾卡，以及孔蒂蘇尤、阿雷克帕一帶。

### 建設
據出身印加王室後裔的印卡·加西拉索·德拉維加所說，邁塔·卡帕克為了便於行軍到外地，於是修築了一些橋梁、通道。這些設施，在和平時期亦發揮作用，方便交通。
- 阿普里馬克河的柳索橋：在邁塔·卡帕克派軍開進孔蒂蘇尤時，由於軍隊必須渡過寬闊的阿普里馬克河，因此邁塔·卡帕克下令在該河修建柳索橋。該橋用編織得相當粗實的柳索條、岩石（用作橋墩）、細木及樹枝（均鋪在橋面。細木用以保護柳索，樹枝是為了牲畜蹄子不致滑倒）製成，長約二百步。據印卡·加西拉索·德拉維加所說，印加人對該橋每年翻修，所以到他的時代（16世紀）仍沒有毁壞，西班牙人來到時甚至可以騎馬飛馳而過。[6]
- 孔蒂蘇尤的沼澤通道：邁塔·卡帕克又在孔蒂蘇尤一帶的一片寬3萊瓜（英语：Spanish customary units）、兩岸綿延甚長的沼澤地區，築起通道。該通道用石塊填成，中間攙入草皮。邁塔·卡帕克對這個建設相當投入，既出謀劃策，又幫忙抬運。很快便修起一條巴拉（英语：Spanish customary units）寬、2巴拉高的道路。當地人亦相當重視該通道的繕修。[7]

## 去世
邁塔·卡帕克的晚年，主要是休養生息，制定法令，為窮人及鰥寡孤獨造福。他在位約三十年（印卡·加西拉索·德拉維加說無法確知）後便去世，由他和姊妹兼妻子瑪瑪·庫卡（Mama Cuca）所生的長子繼位。死後，印加人按照習俗，為他哀悼一年，以示愛戴。